# Gran Premio di superbike di Spa-Francorchamps 1992
Il Gran Premio di Superbike di Spa-Francorchamps 1992 è stata la quarta prova su tredici del campionato mondiale Superbike 1992, è stato disputato il 24 maggio sul Circuito di Spa-Francorchamps e ha visto la vittoria di Robert Phillis in gara 1, mentre la gara 2 è stata vinta da Doug Polen.
Si tratta della prima volta che una prova del campionato mondiale Superbike viene disputata in Belgio e si trattò di un caso isolato.

## Risultati

### Gara 1

#### Arrivati al traguardo[3]
| Pos. | Nº | Pilota               | Motocicletta | Tempo     | Griglia | Punti |
| ---- | -- | -------------------- | ------------ | --------- | ------- | ----- |
| 1º   | 3  | Robert Phillis       | Kawasaki     | 35:21.990 | 9º      | 20    |
| 2º   | 4  | Stéphane Mertens     | Ducati       | +0:01.550 | 3º      | 17    |
| 3º   | 17 | Scott Russell        | Kawasaki     | +0:01.980 | 8º      | 15    |
| 4º   | 9  | Giancarlo Falappa    | Ducati       | +0:02.250 | 1º      | 13    |
| 5º   | 1  | Doug Polen           | Ducati       | +0:04.980 | 4º      | 11    |
| 6º   | 13 | Aaron Slight         | Kawasaki     | +0:05.360 | 10º     | 10    |
| 7º   | 48 | Daniel Amatriaín     | Ducati       | +0:23.700 | 14º     | 9     |
| 8º   | 73 | Andreas Hofmann      | Kawasaki     | +0:34.140 | 11º     | 8     |
| 9º   | 8  | Baldassarre Monti    | Honda        | +0:34.580 | 17º     | 7     |
| 10º  | 51 | Virginio Ferrari     | Ducati       | +0:35.020 | 23º     | 6     |
| 11º  | 12 | Jeffry de Vries      | Yamaha       | +0:35.450 | 19º     | 5     |
| 12º  | 82 | Christer Lindholm    | Yamaha       | +0:37.050 | 25º     | 4     |
| 13º  | 53 | Richard Arnaiz       | Honda        | +0:38.750 | 22º     | 3     |
| 14º  | 47 | Piergiorgio Bontempi | Kawasaki     | +0:39.770 | 12º     | 2     |
| 15º  | 60 | Simon Crafar         | Honda        | +0:43.910 | 26º     | 1     |
| 16º  | 61 | Mile Pajic           | Kawasaki     | +0:51.170 | 18º     |       |
| 17º  | 34 | Florian Ferracci     | Ducati       | +1:00.150 | 31º     |       |
| 18º  | 11 | Udo Mark             | Yamaha       | +1:00.670 | 21º     |       |
| 19º  | 10 | Davide Tardozzi      | Ducati       | +1:06.130 | 15º     |       |
| 20º  | 50 | Massimo Broccoli     | Kawasaki     | +1:06.400 | 20º     |       |
| 21º  | 33 | Christian Lavieille  | Ducati       | +1:08.120 | 29º     |       |
| 22º  | 68 | Anton Heiler         | Yamaha       | +1:08.380 | 28º     |       |
| 23º  | 85 | Richard Hubin        | Ducati       | +1:39.750 | 27º     |       |
| 24º  | 70 | Peter Rubatto        | Yamaha       | +1:41.890 | 35º     |       |
| 25º  | 52 | Mauro Lucchiari      | Ducati       | +1:46.370 | 34º     |       |
| 26º  | 55 | Walter Ammann        | Yamaha       | +1:55.410 | 33º     |       |

#### Ritirati
| Nº | Pilota            | Motocicletta | Giri     | Griglia |
| -- | ----------------- | ------------ | -------- | ------- |
| 5  | Fabrizio Pirovano | Yamaha       | +1 giro  | 7º      |
| 92 | Klaus Liegibel    | Yamaha       | +4 giri  | 30º     |
| 49 | Fabrizio Furlan   | Ducati       | +4 giri  | 16º     |
| 75 | Wolfgang Hambach  | Kawasaki     | +7 giri  | 24º     |
| 62 | Johnny Verwijst   | Kawasaki     | +8 giri  | 32º     |
| 72 | Ernst Gschwender  | Kawasaki     | +10 giri | 13º     |
| 64 | Peter Van Der Wal | Kawasaki     | +11 giri | 36º     |
| 36 | Hervé Moineau     | Suzuki       | +12 giri | 5º      |
| 7  | Carl Fogarty      | Ducati       | +14 giri | 6º      |
| 2  | Raymond Roche     | Ducati       | +14 giri | 2º      |

### Gara 2

#### Arrivati al traguardo[4]
| Pos. | Nº | Pilota               | Motocicletta | Tempo     | Griglia | Punti |
| ---- | -- | -------------------- | ------------ | --------- | ------- | ----- |
| 1º   | 1  | Doug Polen           | Ducati       | 35:22.220 | 4º      | 20    |
| 2º   | 9  | Giancarlo Falappa    | Ducati       | +0:00.740 | 1º      | 17    |
| 3º   | 5  | Fabrizio Pirovano    | Yamaha       | +0:01.020 | 7º      | 15    |
| 4º   | 2  | Raymond Roche        | Ducati       | +0:01.680 | 2º      | 13    |
| 5º   | 3  | Robert Phillis       | Kawasaki     | +0:02.040 | 9º      | 11    |
| 6º   | 4  | Stéphane Mertens     | Ducati       | +0:03.320 | 3º      | 10    |
| 7º   | 13 | Aaron Slight         | Kawasaki     | +0:04.020 | 10º     | 9     |
| 8º   | 7  | Carl Fogarty         | Ducati       | +0:04.580 | 6º      | 8     |
| 9º   | 17 | Scott Russell        | Kawasaki     | +0:07.690 | 8º      | 7     |
| 10º  | 36 | Hervé Moineau        | Suzuki       | +0:17.960 | 5º      | 6     |
| 11º  | 48 | Daniel Amatriaín     | Ducati       | +0:22.700 | 14º     | 5     |
| 12º  | 10 | Davide Tardozzi      | Ducati       | +0:36.130 | 15º     | 4     |
| 13º  | 47 | Piergiorgio Bontempi | Kawasaki     | +0:40.280 | 12º     | 3     |
| 14º  | 12 | Jeffry de Vries      | Yamaha       | +0:40.770 | 19º     | 2     |
| 15º  | 82 | Christer Lindholm    | Yamaha       | +0:41.200 | 25º     | 1     |
| 16º  | 60 | Simon Crafar         | Honda        | +0:41.660 | 26º     |       |
| 17º  | 53 | Richard Arnaiz       | Honda        | +0:43.290 | 22º     |       |
| 18º  | 49 | Fabrizio Furlan      | Ducati       | +0:43.820 | 16º     |       |
| 19º  | 50 | Massimo Broccoli     | Kawasaki     | +0:44.240 | 20º     |       |
| 20º  | 33 | Christian Lavieille  | Ducati       | +1:04.310 | 29º     |       |
| 21º  | 75 | Wolfgang Hambach     | Kawasaki     | +1:05.110 | 24º     |       |
| 22º  | 68 | Anton Heiler         | Yamaha       | +1:06.480 | 28º     |       |
| 23º  | 55 | Walter Ammann        | Yamaha       | +1:26.850 | 33º     |       |
| 24º  | 62 | Johnny Verwijst      | Kawasaki     | +1:56.520 | 32º     |       |
| 25º  | 52 | Mauro Lucchiari      | Ducati       | +1:58.180 | 34º     |       |

#### Ritirati
| Nº | Pilota            | Motocicletta | Giri     | Griglia |
| -- | ----------------- | ------------ | -------- | ------- |
| 61 | Mile Pajic        | Kawasaki     | +4 giri  | 18º     |
| 85 | Richard Hubin     | Ducati       | +6 giri  | 27º     |
| 11 | Udo Mark          | Yamaha       | +6 giri  | 21º     |
| 34 | Florian Ferracci  | Ducati       | +9 giri  | 31º     |
| 92 | Klaus Liegibel    | Yamaha       | +10 giri | 30º     |
| 73 | Andreas Hofmann   | Kawasaki     | +12 giri | 11º     |
| 51 | Virginio Ferrari  | Ducati       | +12 giri | 23º     |
| 8  | Baldassarre Monti | Honda        | +12 giri | 17º     |
| 70 | Peter Rubatto     | Yamaha       | +12 giri | 35º     |
| 64 | Peter Van Der Wal | Kawasaki     | +13 giri | 36º     |
| 72 | Ernst Gschwender  | Kawasaki     | +14 giri | 13º     |